# چار کله‌خان
چار کله‌خان (به لاتین: Char Kalekhan) یک روستا در بنگلادش است که در استان باریسال و در ناحیه باریسال واقع شده است.